# Batcha
Batcha är ett berg i Kamerun.   Det ligger i regionen Kustregionen, i den västra delen av landet, 190 km nordväst om huvudstaden Yaoundé. Toppen på Batcha är 1 672 meter över havet, eller 270 meter över den omgivande terrängen. Bredden vid basen är 3,6 km.
Terrängen runt Batcha är huvudsakligen kuperad, men västerut är den bergig. Trakten runt Batcha är ganska tätbefolkad, med 139 invånare per kvadratkilometer. Närmaste större samhälle är Bafang, 18,2 km väster om Batcha. I omgivningarna runt Batcha växer i huvudsak städsegrön lövskog.